# Chiesa di San Martino (Cento)
La chiesa di San Martino è la parrocchiale di Buonacompra, frazione di Cento in provincia di Ferrara. Appartiene al vicariato di Cento dell'arcidiocesi di Bologna e risale al XIV secolo. Ha subito enormi danni col sisma che ha colpito l'Emilia nel 2012 ed è attualmente chiusa al culto.

## Storia
Il primo luogo di culto a Buonacompra fu eretto sul finire del XIV secolo e venne dedicato a San Martino di Tours. Il sito scelto era stato di recente bonificato e dal punto di vista della giurisdizione ecclesiastica il territorio rientrava in quello di competenza della prima collegiata di Santa Maria Maggiore di Pieve di Cento. Nel 1530 vi fu un mutamento di giurisdizione, diventando sussidiaria della chiesa collegiata di San Biagio di Cento.

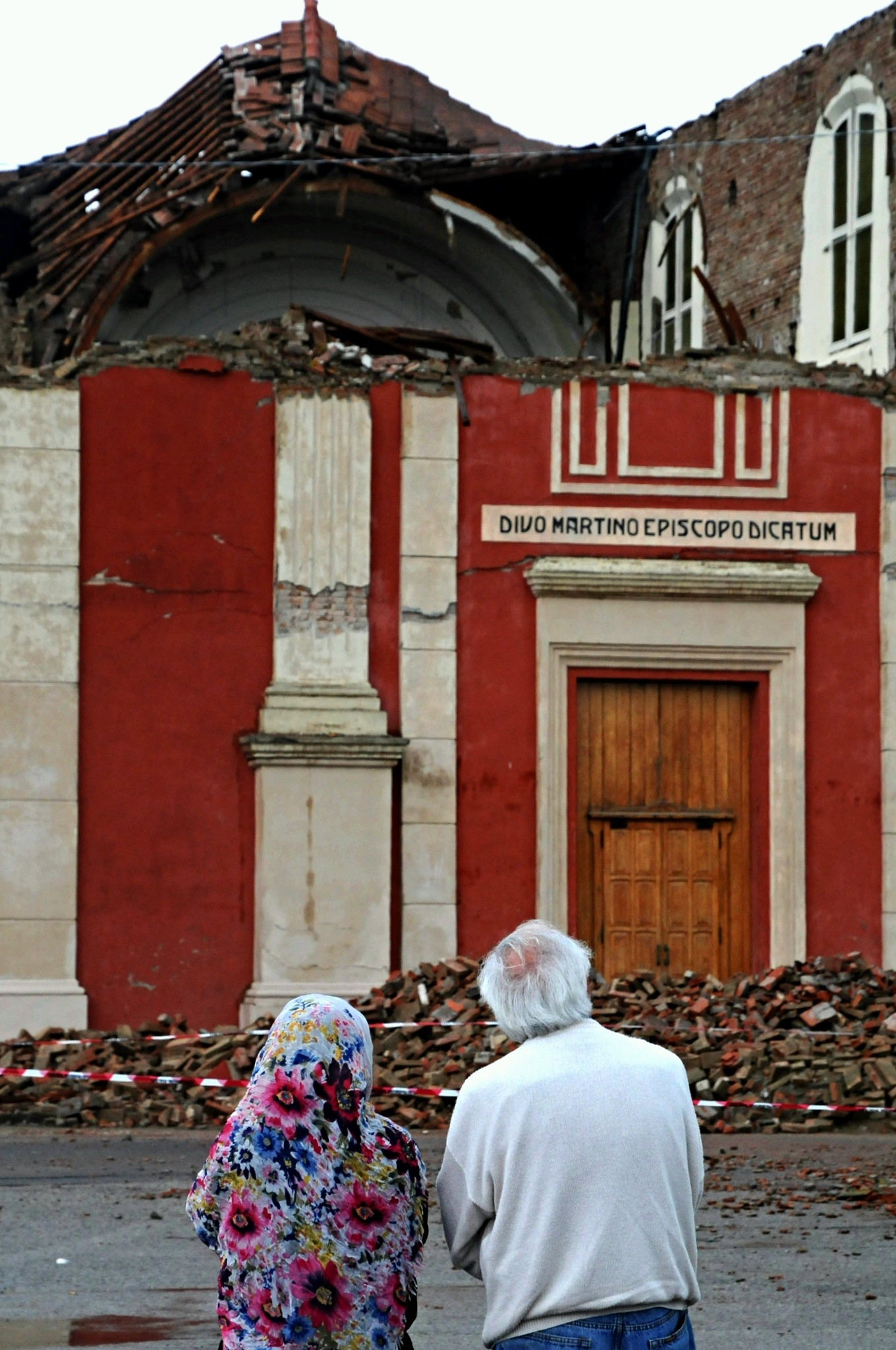
Immagine della chiesa San Martino di Tours del 21 maggio 2012. L'edificio è stato distrutto dal terremoto del 2012

Nel XVIII secolo edificio e torre campanaria vennero completamente restaurati grazie all'intervento del parroco don Andrea Gallini. Nella seconda metà del XIX secolo fu oggetto di una nuova ricostruzione, e dalle fonti risultava essere dotata di tre altari.
Durante il terremoto dell'Emilia del 2012 tutta la struttura ha subito enormi danni, risultando quasi completamente distrutta. La torre campanaria ha dovuto essere abbattuta e la copertura del tetto sostituita con una di emergenza. I lavori per la ricostruzione, a luglio 2023, non sono ancora iniziati o programmati.

## Descrizione
La chiesa si trova nel comune di Cento nella frazione di Buonacompra, sulla via Bondenese. La struttura comprende la chiesa, la canonica e, distanziato, il campanile. Il suo orientamento è verso  sud-est ed alla sua sinistra si trova il cimitero della comunità.